# Aberystwyth
Aberystwyth (API : /abərˈəstwɪθ/ en gallois, API : /abəɽˈistwɪθ/ en français, littéralement estuaire de l'Ystwyth) est une ville à l'ouest du pays de Galles, la plus importante du comté de Ceredigion ainsi que la région centrale du pays de Galles, au confluent du Rheidol et de l'Ystwyth, la rivière qui lui donne son nom.
C'est aussi une ville universitaire depuis le XIXe siècle. L'université d'Aberystwyth a été fondée en 1872 en tant que University College Wales. En 2017, elle accueille près de 9 000 étudiants qui viennent s'ajouter à la population locale de 12 000 habitants pendant neuf mois de l'année.

## Toponymie
Le nom Aberystwyth signifie « embouchure de l’Ystwyth ». Le nom de la rivière apparaît chez Ptolémée au IIe siècle de notre ère sous la forme Stoukkia, sans doute une transcription altérée. Le mot ystwyth est un adjectif gallois signifiant « souple » ou « flexible », et pourrait être à l’origine du nom ancien stucti, désignant la rivière.

## Géographie

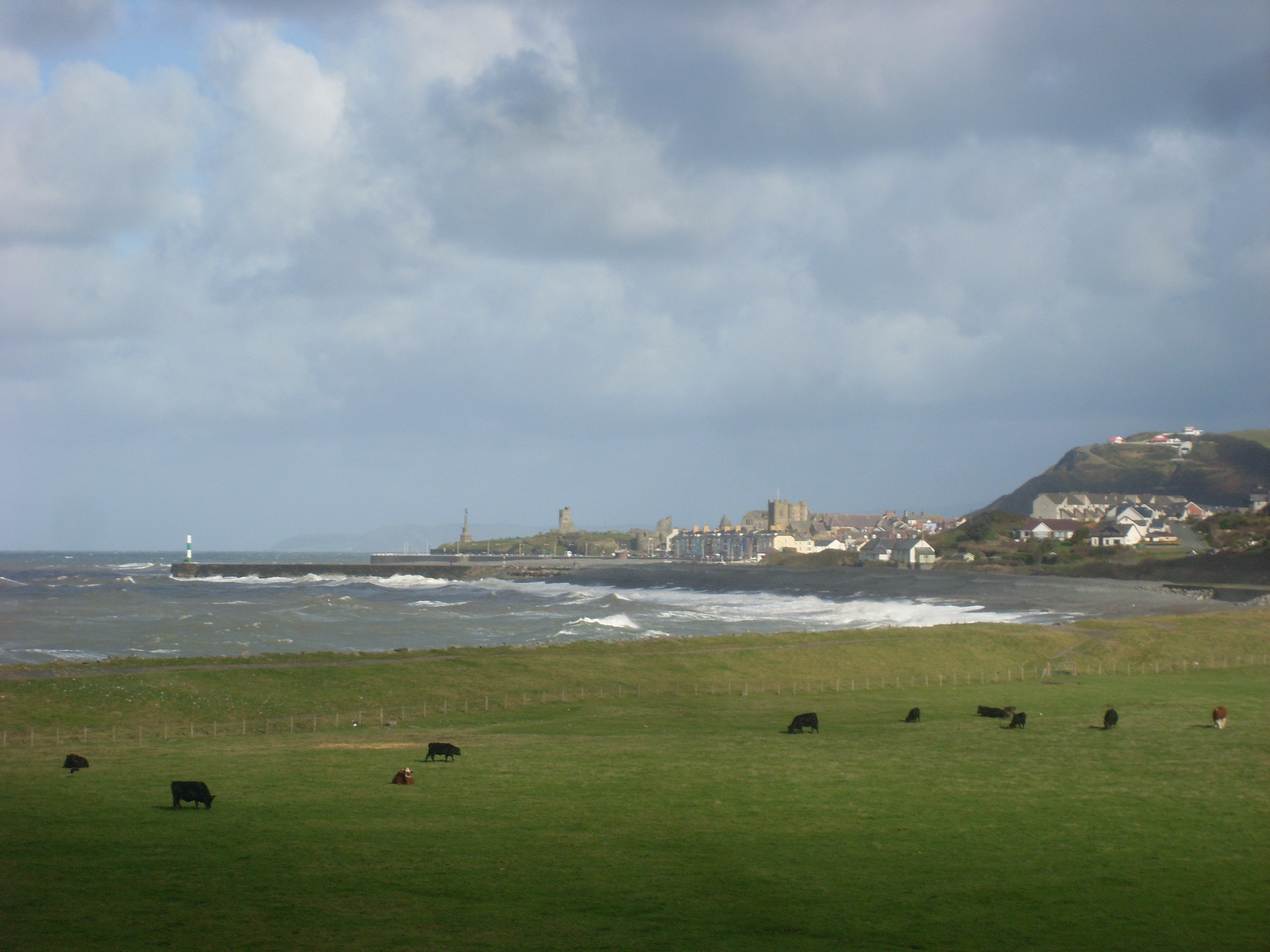
Vue sur Aberystwyth

Aberystwyth est situé aux embouchures des rivières l'Ystwyth et du Rheidol, qui se jettent dans la baie de Cardigan, partie de la mer d'Irlande. Bien qu'elle ait donné son nom à la ville, l'Ystwyth ne passe pas dans la ville mais au Sud de celle-ci.
La ville possède un front de mer qui s'étend de Constitution Hill au nord jusqu'au port situe au niveau de la confluence des deux rivières au sud.
Le climat est océanique (Cfb selon la classification de Köppen) similaire au reste du Royaume-Uni. Celui-ci est particulièrement prononcé par le fait de la position de la ville en bord de mer sur la côte ouest, face à la mer d'Irlande.
Aberystwyth est une ville isolée, surtout quand on considère la densité de population du Royaume Uni. Les villes les plus proches de population importante se trouvent à au moins 1h 45 de route; Swansea, à 70 milles (113 kilomètres), Shrewsbury, en Angleterre, à 75 milles (121 kilomètres), et Wrexham à 80 milles (129 kilomètres). La capitale nationale, Cardiff, se situe à quelque 100 milles (161 kilomètres).

## Caractéristiques principales de la ville
Aberystwyth est un pôle régional d'éducation, grâce à son université, ainsi qu'une destination touristique. Elle est un lien culturel entre le nord et le sud du pays de Galles. Constitution Hill, une colline à l'extrémité nord de la promenade, fournit des vues panoramiques du littoral gallois et de l'intérieur montagneux. D'autres attractions touristiques existent au sommet, y compris le Camera Obscura, qu'on peut atteindre par un funiculaire, l'un des plus longs au Royaume Uni. La ville est entourée de la nature, comprenant les montagnes Cambria, dont les vallées abritent des forêts et des prés qui n'ont pas changé beaucoup pendant des siècles. Une façon de visiter l'intérieur est d'emprunter le Vale of Rheidol Railway, un chemin de fer à voie étroite employant des locomotives à vapeur, qui vont jusqu'à Devil's Bridge, et ses chutes d'eau.
Bien que la ville soit relativement moderne, il y a un certain nombre de bâtiments historiques, y compris les vestiges du château, et l'Ancien Collège de l'Université d'Aberystwyth qui se trouve à proximité. L'Ancien Collège fut construit et ouvert originellement en 1865 en tant qu'hôtel, mais à la suite de la faillite du propriétaire, la construction incomplète fut vendue à l'Université en 1867, cinq ans après sa fondation.
Le nouveau campus de l'université donne sur Aberystwyth des pentes de Penglais Hill à l'est du centre-ville. La gare, terminus de la ligne ferroviaire principale, fut construite en 1924, employant le style typique de l'époque, soit une mélange de l'architecture gotique, néo-classique et victorienne.
La ville est la capitale non officielle de la zone centrale du pays de Galles (Mid Wales, ou Canolbarth en gallois), et plusieurs institutions ont leurs bureaux régionaux ou nationaux là. Des institutions publiques présentes à Aberystwyth comprennent la National Library of Wales (Llyfrgell Genedlaethol en gallois), la bibliothèque la plus grande du pays, qui abrite aussi le National Screen and Sound Archive of Wales, l'une des six archives nationales de film au Royaume Uni. La Commission Royale Galloise pour les Monuments Historiques et Anciennes se charge de la documentation de l'histoire architecturale du pays de Galles. Les bureaux nationaux du UCAC (Undeb Cenedlaethol Athrawon Cymraeg, le syndicat national des enseignants de langue galloise) se trouvent à Aberystwyth, ainsi que ceux du Cymdeithas yr Iaith Gymraeg (l'association de la langue galloise). Le Conseil Gallois de Livres, et la direction du Dictionnaire Universitaire du Gallois ont leurs bureaux à Aberystwyth.
L'Institut des Recherches de Prairies et de l'Environnement est basé à Gogerddan, à 5 km à l'est de la ville, qui appartient depuis 2008 à l'Université d'Aberystwyth.

## Histoire
La région d’Aberystwyth est occupée depuis le Mésolithique (vers 6000 av. J.-C.). Les plus anciens vestiges archéologiques proviennent du pied de la colline Pen Dinas (en), située entre les rivières Ystwyth et Rheidol. Un important fort de colline y est construit en plusieurs phases aux derniers siècles avant notre ère. Bien que le site soit abandonné durant la période romaine, la découverte de monnaies du IVe siècle atteste d'une certaine activité économique à cette époque.

Le monastère de Llanbadarn Fawr est fondé au VIe siècle et constitue un centre régional majeur au Haut Moyen Âge. Il s’agit à l’origine d’un clas (en), ultérieurement transformé en monastère bénédictin. Durant la conquête anglo-normande, une motte castrale est construite à l’embouchure de l’Ystwyth, détruit en 1143 par Hywel ab Owain Gwynedd. La fondation officielle de la ville et du château actuel remonte à 1277, sous l’impulsion d’Edmond de Lancastre. En 1404, le château est brièvement pris par Owain Glyndŵr, puis définitivement détruit en 1649 par les troupes d’Oliver Cromwell pendant la première révolution anglaise.

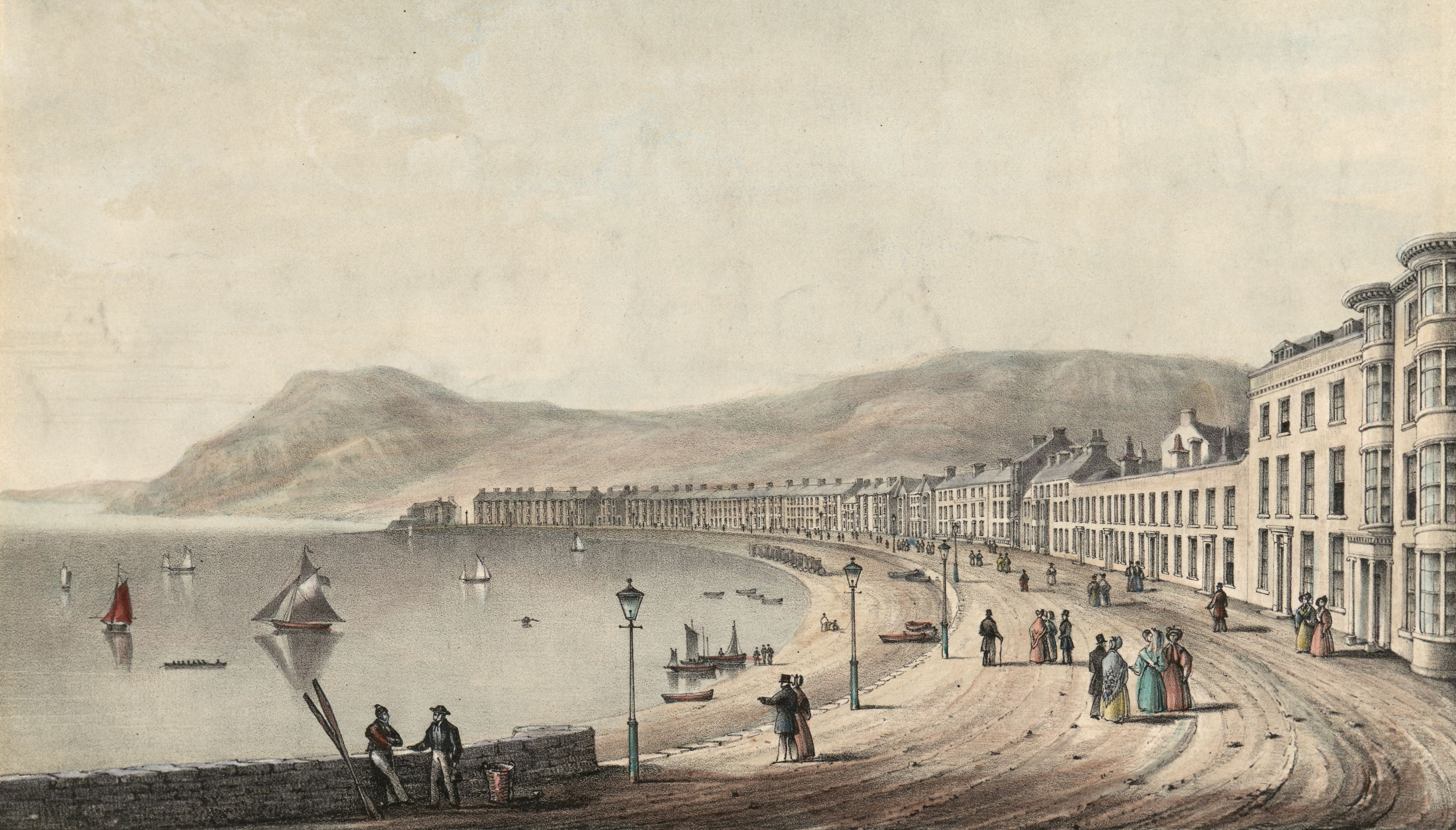
Aberystwyth vers 1840

Port important au XIVe et au XVe siècle en raison de l'exportation de plomb des montagnes voisines, celle-ci se renforce au XVIIIe siècle. Reliée au chemin de fer au XIXe siècle, elle se transforme en station balnéaire réputée, surnommée la « Biarritz de Galles ». En 1872, elle accueille le premier collège fondateur de l’Université du pays de Galles. En 1931, la Bibliothèque nationale du pays de Galles, fondée en 1907, est inaugurée. En 1938, la ville est frappée par un des ouragans les plus violents de son histoire. La jetée est amputée de plus de 60 mètres en raison de la force des vagues. Les maisons qui bordent le quai sont considérablement endommagées.

## Démographie et langue

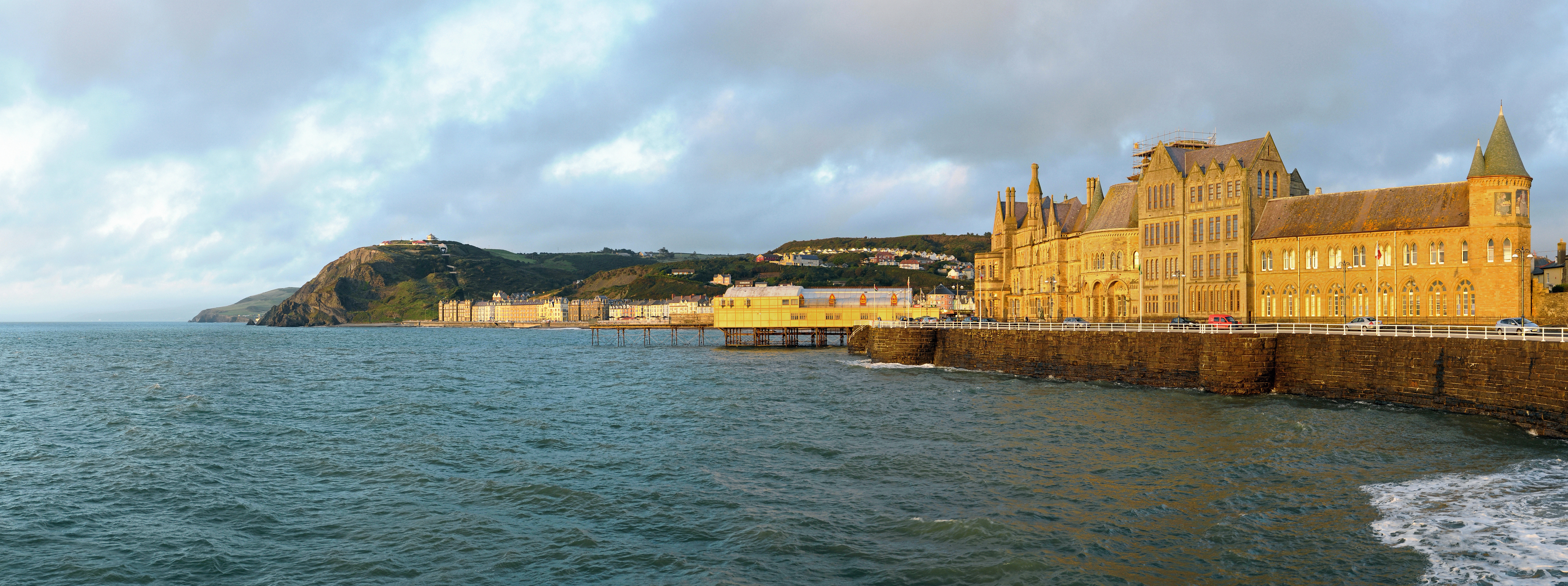
Aberystwyth vers 2010

Le recensement de 2001 indique 11 607 habitants à Aberystwyth, auxquels s’ajoutent 2 899 personnes à Llanbadarn Fawr et 1 442 à Llanfarian. L’ensemble de cette agglomération regroupe alors 6 555 locuteurs du gallois, soit 43,8 % de la population. Ces chiffres sont toutefois influencés par la population étudiante et la présence importante de résidences secondaires dues à l’attrait touristique.

## Jumelages
La ville est jumelée avec les villes suivantes :
- Kronberg im Taunus (Allemagne)
- Saint-Brieuc (France) depuis 1974
- Esquel (Argentine) depuis 2008
- Arklow (Irlande) depuis 2016

## Tourisme
On y voit les ruines d'un château fort bâti en 1277 par Edmond, frère d'Édouard Ier d'Angleterre.

## Culture

### Bibliothèque nationale du pays de Galles

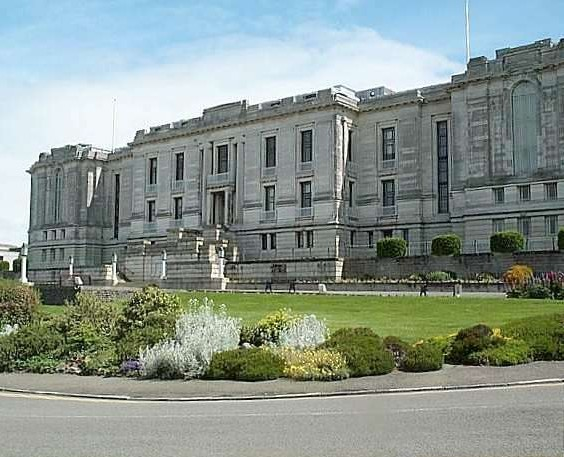
Bibliothèque nationale du pays de Galles à Aberystwyth

La bibliothèque nationale du pays de Galles (Llyfrgell Genedlaethol Cymru) garde un grand nombre des manuscrits gallois y compris le Livre blanc de Rhydderch, le Livre de Taliesin, le livre noir de Carmarthen (Llyfr Du Caerfyrddin) et le Livre d'Aneurin. Un nombre d'ouvrages en breton y ont trouvé le refuge que les bibliothèques bretonnes indifférentes aux langues autres que le français, ne leur assuraient pas.

### Université d'Aberystwyth
L'université d'Aberystwyth (Prifysgol Aberystwyth) accueillait environ 9 000 étudiants en 2006, répartis entre 18 départements.

### Autres institutions
- Coleg Llyfrgellwyr Cymru, le centre de formation des bibliothécaires gallois ;
- Cymdeithas y Merlod a'r Cobiau Cymreig, la société des poneys gallois ;
- Cymdeithas yr Iaith Gymraeg, la société de la langue galloise, qui milite pour la langue ;
- Urdd Gobaith Cymru, qui organise les animations en gallois pour la jeunesse.

### Sport
L'Aberystwyth Town Football Club est un club en première catégorie de la division galloise. L’Aberystwyth Rugby Football Club joue dans la division ouest de la fédération galloise de rugby à XV.

## Personnalités
- Sue Jones-Davies (1949-), actrice et maire de la ville
- Tom Cullen (1985-), acteur.
- Taron Egerton (1989-), acteur.
- Charles Bronson (1952-), personnalité .